# Bremblens
Bremblens [bʁɑ̃blɑ̃] est une commune suisse du canton de Vaud, située dans le district de Morges.

## Population

### Surnom
Les habitants de la commune sont surnommés les Mangeurs-de-Tartes (lè Tâtri en patois vaudois).

### Démographie
La commune compte 107 habitants en 1764, 187 en 1850, 158 en 1870, 188 en 1900, 183 en 1950, 170 en 1970 et 360 en 2000.

## Hydrographie
Bremblens est traversée par la Venoge qui marque la frontière avec Bussigny.

## Monuments
Temple. Cette ancienne église paroissiale citée déjà en 1228, devient filiale de l’église Saint-Germain à Bussigny. Devenue temple protestant à la Réforme, en 1536, l’église aux murs très épais, couverte d’une voûte en berceau, a été agrandie vers l’ouest en 1809 (date sur un œil-de-bœuf sur la face sud). On procède alors non seulement à la reconstruction de la façade occidentale, mais on élève aussi un clocher-porche en partie maçonné et en partie en charpente, dont la structure s’appuie à l’intérieur sur deux poteaux en bois. Ce clocher de plan carré est lui-même sommé d’un clocheton polygonal, dans lequel pend une cloche fondue en 1873 par Gustave Treboux, de Vevey. En 1926-1927, agrandissement à l’est, pour la création d’un local destiné à loger la pompe à incendie. Table de communion et bancs de 1927. Restaurations en 1966-1971 (extérieur) ; 1975-1976 (intérieur) en coordination de la menuiserie Jean Christophe Martin ; 1988-1990 (clocher).

## Sociétés
- Jeunesse de Bremblens/Romanel